# Porssjön (Skephults socken, Västergötland)
Porssjön är en sjö i Marks kommun i Västergötland och ingår i Viskans huvudavrinningsområde.